# Чеботарёв, Андрей Витальевич
Андре́й Вита́льевич Чеботарёв (род. 25 мая 1969, Ленинград) — советский и российский боксёр, представитель полулёгкой весовой категории. Выступал за сборные команды СССР, СНГ и России в начале 1990-х годов, чемпион Спартакиады народов СССР в Минске, чемпион СНГ, бронзовый призёр чемпионата России, участник чемпионата мира в Сиднее. Мастер спорта СССР международного класса.

## Биография
Андрей Чеботарёв родился 25 мая 1969 года в городе Ленинграде, СССР. Активно заниматься боксом начал с юных лет в городе Усинске, Коми АССР. Первым тренером стал Заславский Виктор Леонидович. Был подопечным тренерa Алима Сайфуловича Шамирова, позже проходил подготовку под руководством заслуженного тренера РСФСР Бориса Зямовича Хесина.
Впервые заявил о себе в 1988 году, став победителем Всесоюзной Универсиады. В период 1989—1991 годов неизменно выигрывал первенство Ленинграда по боксу.
Первого серьёзного успеха на всесоюзном уровне добился в сезоне 1991 года, когда выступил на Х летней Спартакиаде народов СССР в Минске и завоевал здесь золотую медаль в зачёте полулёгкой весовой категории. Вошёл в основной состав советской национальной сборной, после чего стал лучшим на Кубке Канады в Оттаве, стал победителем открытого Чемпионата Кубы в Моа и на международном турнире в Хельсинки также был признан лучшим боксером турнира. Благодаря череде удачных выступлений удостоился права защищать честь страны на чемпионате мира в Сиднее, где, тем не менее, выбыл из борьбы за медали уже на предварительном этапе 1/16 финала, потерпев поражение 8:20 от кубинского боксёра Арнальдо Месы.
В 1992 году Чеботарёв одержал победу на первом и единственном в своём роде чемпионате СНГ по боксу, в частности в финальном поединке одолел Фаата Гатина. Рассматривался как основной кандидат на участие в Олимпийских играх в Барселоне, однако в итоге место в Объединённой команде досталось грузину Рамазу Палиани, который стал на Олимпиаде третьим. В октябре того же года Андрей Чеботарёв добавил в послужной список награду бронзового достоинства, полученную на чемпионате России в Уфе.
За выдающиеся спортивные достижения удостоен почётного звания «Мастер спорта СССР международного класса».
Имеет высшее образование, в 1993 году окончил Государственный институт физической культуры имени П. Ф. Лесгафта, где обучался на кафедре бокса тренерского факультета. Также в 1994 году стал выпускником факультета международного бизнеса и делового администрирования Академии народного хозяйства при Правительстве Российской Федерации.
Проходил обучение и стажировку в Хьюстонском Университете, США и впоследствии посвятил себя бизнесу. Ныне проживает в Монреале, Канада.